# Боже (Приморски Шарант)
Боже (фр. Beaugeay) насеље је и општина у западној Француској у региону Поату-Шарант, у департману Приморски Шарант која припада префектури Рошфор.
По подацима из 2011. године у општини је живело 729 становника, а густина насељености је износила 50,24 становника/km². Општина се простире на површини од 14,51 km². Налази се на средњој надморској висини од 8 метара (максималној 17 m, а минималној 1 m).

## Демографија
| 1962. | 1968. | 1975. | 1982. | 1990. | 1999. | 2011. |
| ----- | ----- | ----- | ----- | ----- | ----- | ----- |
| 179   | 185   | 188   | 333   | 452   | 470   | 729   |

График промене броја становника у току последњих година